# Côte Saint-Sébastien
La côte Saint-Sébastien est une rue de Nantes, en France.

## Situation et accès
Située dans le quartier Nantes Sud, la voie débute au Nord-Est de la place Pirmil, puis longe la rive Sud de la Loire en passant sous le pont Georges-Clemenceau, jusqu'au niveau de la rue de la Fonderie qui marque la limite administrative entre les communes de Nantes et de Saint-Sébastien-sur-Loire.

## Historique
Au XIXe siècle, la rive du fleuve située entre le pont de Pirmil et le pont Georges-Clemenceau formait une anse. Vers 1858, l'hôpital Saint-Jacques eut l'autorisation de récupérer à son profit tout le terrain occupé par cette anse qui fut alors comblée par des patients de l'hôpital, des aliénés « non dangereux » placé sous la surveillance de leurs gardiens. Le long de cette nouvelle rive rectiligne, on traça alors une large voie sur le bord de l'eau, à la hauteur agréée par l'administration, au-dessus du niveau ordinaire des marées.
La chaussée releva du domaine public dès 1894, fit l'objet d'un rehaussement de plusieurs mètres qui permit de la maintenir à une vingtaine de centimètres au-dessus de la crue de 1896.

## Bâtiments remarquables et lieux de mémoire
L'hôpital Saint-Jacques borde toujours la partie occidentale de l'artère sur laquelle s'ouvre la porte Nord, tandis que la partie est de la chaussée est longée de maisons et d'immeubles d'habitation.
Au niveau du pont Georges-Clemenceau se trouve le pôle d'échanges Greneraie qui permet à six lignes de bus (dont le Chronobus C4) empruntant la côte Saint-Sébastien vers la place Pirmil de rejoindre la ligne 4 du Busway dont la station se situe sur le boulevard Émile-Gabory, dans le prolongement du pont.